# M84 (granada)
A M84 é a granada de atordoamento ("flashbang") atualmente emitida pelas Forças Armadas dos Estados Unidos e pelas equipes da SWAT em todos os Estados Unidos. Após a detonação, ela emite um estrondo intensamente alto de 170-180 decibéis e um clarão ofuscante de mais de um milhão de candelas dentro de 1,5 metros após o início, suficiente para causar cegueira imediata, surdez, zumbido e distúrbios do ouvido interno. O pessoal exposto experimenta desorientação, confusão e perda de coordenação e equilíbrio. Embora todos esses efeitos sejam temporários, existe o risco de lesões permanentes. Consequentemente, a M84 é classificada como uma arma menos letal.

## Projeto
A M84 apresenta uma mistura pirotécnica de metal oxidante de magnésio e amônio dentro de uma fina caixa de alumínio, contida em um corpo de aço fundido perfurado. Ao contrário dos altos explosivos (HE) utilizados nas munições tradicionais, a carga pirotécnica produz uma deflagração subsônica, não uma detonação supersônica, minimizando os efeitos da explosão. Na iniciação, os elementos auditivos e visuais da deflagração podem escapar através das perfurações no corpo externo fundido. Este projeto minimiza o risco de danos colaterais devido a chamas, explosões e fragmentos não consumidos da caixa interna.
Destina-se a ser lançada em espaços fechados para distrair e incapacitar temporariamente o pessoal inimigo para facilitar a captura, ou quando o risco de danos colaterais durante a guerra urbana ou operações de resgate de reféns contrariar o emprego de munições de alto explosivo de fragmentação, tradicionalmente letais e destrutivas. A doutrina do Exército dos EUA exige que a M84 seja implantada "durante operações de limpeza de edifícios e salas, quando a presença de não-combatentes é provável ou esperada e o elemento de ataque está tentando obter surpresa".
Embora a M84 seja geralmente incapaz de inflamar papel ou tecido, ela ainda pode inflamar líquidos ou vapores extremamente inflamáveis (como gasolina concentrada ou vapores de éter) na área imediata da granada.